# 오나가와역
오나가와역(일본어: 女川駅)은 일본 미야기현 오시카군 오나가와정에 위치한 동일본 여객철도 이시노마키 선의 철도역이다. 이 노선의 종착역이며, 단선 승강장 1면 1선의 구조를 갖춘 지상역이다.

## 이용 현황
| 승차 인원 추이 | 승차 인원 추이 |
| 연도           | 1일 평균       |
| -------------- | -------------- |
| 2000           | 521            |
| 2001           | 499            |
| 2002           | 468            |
| 2003           | 445            |
| 2004           | 428            |
| 2005           | 382            |
| 2006           | 347            |
| 2007           | 348            |
| 2008           | 348            |
| 2009           | 325            |
| 2010           | 314            |
| 2011           |                |
| 2012           | 54             |
| 2013           | 48             |
| 2014           | 62             |
| 2015           | 172            |

## 역 주변
- 국도 제398호선
- 오나가와 정청
- 오나가와 항

## 역사
- 1926년 7월 15일 : 긴카잔 궤도의 오나가와 역이 개업.
- 1939년
  - 10월 7일 : 철도성 이시노마키 선의 오나가와 역이 개업.
  - 10월 29일 : 긴카잔 궤도의 전 노선 휴업.
- 1940년 5월 3일 : 긴카잔 궤도의 전 노선 폐지. 국철 개업에 의한 경영 부진으로 인정되어, 나라로부터 보상을 받음.
- 1958년 8월 11일 : 당 역 - 오나가와코 역 화물 지선 개업.
- 1980년 8월 1일 : 당 역 - 오나가와코 역 화물 지선 폐지.
- 1987년 4월 1일 : 일본국유철도 분할 민영화에 의해, 동일본 여객철도가 승계.
- 2011년
  - 3월 11일 : 도호쿠 지방 태평양 해역 지진에 의한 지진 해일로 인해 역사나 차량이 유실됨.
  - 4월 21일 : 대행 버스가 이시노마키역 - 당 역 간에 운행을 개시.
- 2012년 3월 17일 : 이시노마키 - 와타노하 간 복구에 의해, 대행 버스 구간이 당 역 - 와타노하 간으로 단축.
- 2013년 3월 16일 : 와타노하 - 우라슈쿠 간 복구에 의해, 대행 버스 구간이 당 역 - 우라슈쿠 간으로 단축.
- 2015년 3월 21일 : 오나가와 정이 기획한 역 주변의 거리 개장에 맞춰, 이 역이 약 200m 내륙 쪽에 이설되어, 우라슈쿠 - 당 역간이 복구.
- 2016년 8월 6일 : 센세키 도호쿠 라인의 일부 열차가 직통 운행 개시.

## 인접 역
| 이시노마키 선        | 이시노마키 선                               | 이시노마키 선 |
| -------------------- | ------------------------------------------- | ------------- |
| 우라슈쿠 고고타 방면 | ■ 이시노마키 선 (■ 센세키 도호쿠 라인 포함) | 시·종착역     |